# Jonny Moseley
Jonny Moseley (n. 27 august 1975, San Juan, Puerto Rico) este un sportiv ce a reprezentat Statele Unite ale Americii, medaliat olimpic. A participat la 2 ediții ale Jocurilor Olimpice (1998, 2002) în care a câștigat o medalie de aur.